# Rockstar LA
 (juin 2025).
Motif : En dehors de sources primaires, où sont les sources permettant de démontrer l'admissibilité de ce studio sur Wikipédia ?
- Archive Wikiwix
- Bing
- Cairn
- DuckDuckGo
- E. Universalis
- Gallica
- Google
- G. Books
- G. News
- G. Scholar
- Persée
- Qwant
- (zh) Baidu
- (ru) Yandex

| 1. | Préciser le motif de la pose du bandeau. | Précisez le motif de la pose du bandeau en utilisant la syntaxe suivante : {{admissibilité à vérifier\|date=juin 2025\|motif=remplacez ce texte par le motif}}                   |
| 2. | Informer les utilisateurs concernés.     | Pensez à avertir le créateur de l'article, par exemple, en insérant le code ci-dessous sur sa page de discussion : {{subst:avertissement admissibilité à vérifier\|Rockstar LA}} |

Logo de Rockstar Games

Rockstar LA est un studio spécialisé dans la capture de mouvement basé à Santa Monica et appartenant à Rockstar Games.

## Histoire
Anciennement nommé Standard Deviation, le studio a été renommé en Rockstar LA après son rachat par Rockstar Games le 24 août 2023 pour un montant inconnu,,,
Le Studio est basé à Santa Monica en Californie, il est le deuxième studio Rockstar Games basé en Californie, après celui de San Diego.

Logo de Rockstar Games San Diego